# گندامک
گندامک یک منطقه مسکونی در افغانستان است که میان کابل و جلال‌آباد جای دارد. این ناحیه در فاصله ۳۵ مایل (۵۶ کیلومتر) جلال‌آباد در جاده قدیم کابل جای دارد.